# مينا وايلي (سباحة)
فيلهلمينا "مينا" ويلي (المولودة في 27 يونيو 1891، والمُتوفاة في 6 يوليو 1984) هي واحدة من أول ممثلتين أستراليتين للسباحة في الألعاب الأولمبية، إلى جانب صديقتها فاني دوراك.

## حياتها المبكرة
نشأت ويلي في جنوب كوجي بسيدني، حيث بنى والدها هنري ويلي حمامات وايلي للسباحة في عام 1907. تعتبر تلك الحمامات هي أقدم حمامات السباحة الجماعية الباقية في أستراليا.
عندما كانت مينا في الخامسة من عمرها، انضمت إلى والدها وشقيقيها في عرض مائي، سبحت فيه ويداها وقدماها مقيدتان. شاركت في أول بطولة للسيدات في نيو ساوث ويلز عام 1902، واحتلت المركز الثاني في فئة أقل من 10 سنوات لمسافة 27 ياردة. تألف تدريبها من السباحة لمسافة نصف إلى ثلاثة أرباع ميل يوميًا من سبتمبر إلى أبريل. وسجلت رقمًا قياسياً عالمياً قدره دقيقة واحدة و 15.8 ثانية في مسابقة السباحة الحرة لمسافة 100 ياردة في عام 1908. وفي العام التالي كانت من بين أول ثلاث نساء في أستراليا يتم تكريمهن بجائزة الاستحقاق من الجمعية الملكية لإنقاذ الحياة حيث أحرزت الميدالية الفضية. بلغ طولها خمسة أقدام و 4 بوصات (163 سم) ووزنها 8 ش. 4 رطل (52.6 كجم).

## الحياة المهنية
بعد التنافس ضد بعضهما البعض في بطولات السباحة الأسترالية ونيو ساوث ويلز خلال موسم السباحة 1910/11، أقنعت ويلي وفاني دوراك المسؤولين بالسماح لهما بحضور الألعاب الأولمبية الصيفية لعام 1912 في ستوكهولم بالسويد، حيث أقيمت مسابقات السباحة للسيدات لأول مرة. عارض اتحاد السباحة للسيدات في نيو ساوث ويلز في البداية مشاركة النساء في الألعاب الأولمبية. ولكن سُمح لهما لاحقًا بالذهاب بشرط أن يتحملا نفقاتهما الخاصة. قام الاثنان بتنظيم جمع التبرعات المحلية لجمع الأموال لأنفسهم وكذلك للمرافقين الإلزاميين. فازت فاني دوراك بالميدالية الذهبية وويلي بالميدالية الفضية. شاركت سبع وعشرون امرأة في سباق الـ 100 متر، منهن ست من بريطانيا العظمى وأربع من ألمانيا. وصلت ملابس السباحة بشكل عام إلى منتصف الفخذ، على الرغم من أن بعضها كان بلا أكمام. بُني المسبح في مدخل ميناء ستوكهولم، وسبح المتنافسون بدون حبال الممرات. كان زمن دوراك في نهائي سباق 100 متر 1:22.2، وكان زمن وايلي 1:25.4.
شاركت ويلي في بطولات نيو ساوث ويلز وأستراليا من عام 1906 إلى عام 1934، وفازت بـ 115 لقبًا، بما في ذلك كل بطولات أستراليا ونيو ساوث ويلز في أعوام 1911 و1922 و1924 في السباحة الحرة وسباحة الظهر وسباحة الصدر. أُدجرت ويلي في قاعة المشاهير الدولية للسباحة في عام 1975.
كُرمت ويلي في 27 يونيو 2021، للاحتفال بعيد ميلادها الـ 130، برسومات الشعار المبتكرة من جوجل دودل للمستخدمين الأستراليين.

## روابط خارجية
- فيلهيلمينا وايلي في قاعة مشاهير سبورت أستراليا
- فيلهيلمينا وايلي على موقع اللجنة الأولمبية الأسترالية
- وايلي فيلهيلمينا وايلي في اللجنة الأولمبية الدولية
- مجموعة فيلهلمينا (مينا) ويلي في مكتبة ولاية نيو ساوث ويلز
- مقالة ABC عن ألعاب ستوكهولم عام 1912
- "الكثير من الجرأة والوقاحة - أول فريق سباحة أولمبي أسترالي للسيدات" المركز الوطني لتعليم التاريخ (بيتر كوكرين)